# Мітохондріальний діабет
Мітохондріальний діабет, або діабет з глухотою (англ. Diabetes and deafness — DAD), також відомий як материнський спадковий діабет з глухотою (англ. maternally inherited diabetes and deafness — MIDD), є підтипом діабету, спричиненим мутацією в мітохондріальній ДНК, яка складається з кільцевого геному. Він пов'язаний з мутаціями в генах MT-TL1, MT-TE та MT-TK. Найбільш поширеною є точкова мутація в позиції 3243A>G у гені MT-TL1, що кодує тРНК-лейцин 1. Оскільки мітохондріальна ДНК передається ембріону від яйцеклітини, а не від сперматозоїдів, це захворювання успадковується лише від родичів по материнській лінії. Ключовими ознаками мітохондріального діабету є поєднання інсулінонезалежного діабету і сенсоневральної втрати слуху. У деяких пацієнтів наявні й інші симптоми, зокрема аномалії зору, м'язів, мозку, нирок, серця та шлунково-кишкового тракту, подібно до інших мітохондріальних захворювань.

## Симптоми
Як випливає з однієї з назв (материнський спадковий діабет з глухотою), пацієнти з мітохондріальним діабетом страждають на сенсоневральну втрату слуху. Вона починається зі зниження сприйняття частот вище приблизно 5 кГц, яке з роками прогресує до тяжкої втрати слуху на всіх частотах.
Діабет, що супроводжує втрату слуху, може бути схожим на діабет 1-го типу або 2-го типу; однак частіше зустрічається форма, схожа на діабет 1-го типу. Мітохондріальний діабет також асоціюється з низкою інших проблем, включаючи ниркову дисфункцію, шлунково-кишкові проблеми та кардіоміопатію.
Мітохондріальний діабет також може супроводжуватися прогресуючою атрофією пігментного епітелію сітківки. Спочатку центральна ямка (лат. fovea) залишається неушкодженою, тому пацієнти часто мають добру гостроту зору, однак з часом зони атрофії розширюються, що зрештою призводить до втрати центрального зору.
Мутація A3243G гену MTTL1 часто спричинює синдром MELAS, проте вважається, що на відміну від нього мітохондріальний діабет не супроводжується інсультоподібними епизодами, судомами та нейропсихіатричними симптомами. Імовірно, така різниця пов'язана з різним «патологічним навантаженням» внаслідок гетероплазмії. Припускається також наявність «континууму MIDD-MELAS», оскільки у деяких дослідженнях симптоми «тяжчого» синдрому MELAS спостерігаються і в пацієнтів з «легшим» мітохондріальним діабетом (англ. MIDD).
Таблиця 1. Метаболічно активні органи, які можуть бути уражені мітохондріальною точковою мутацією, та пов'язані з цим ускладнення.
| Уражені органи             | Пов'язані ускладнення |
| -------------------------- | --- |
| Слух (внутрішнє вухо.)     | Нейросенсорна втрата слуху. |
| Мозок (гіпоталамус).       | Низькорослість. |
| Мозок (загальні симптоми). | Інсульти, судоми, атрофія мозочка або головного мозку, атаксія, захворювання центральної нервової системи, енцефалопатія, кальцифікація базальних гангліїв, мігрень, інфаркт мозку, дизартрія. |
| Очі.                       | Макулярна дистрофія, дегенерація макули, проліферативна ретинопатія, зовнішня офтальмоплегія, птоз                                                                                             |
| Серце.                     | Застійна серцева недостатність, гіпертрофія шлуночків, аритмія. |
| Нирки.                     | Вогнищевий сегментарний гломерулосклероз, нефропатія. |
| Кишечник.                  | Мальабсорбція або закреп. |
| М'язи.                     | Мітохондріальна міопатія, периферична нейропатія. |
| Яєчка.                     | Гіпогонадизм. |
| Надниркові залози.         | Гіпоальдостеронізм. |
| Кістки.                    | Остеопороз. |

## Генетика

### Пенетрантність та вік початку захворювання
Мітохондріальний діабет становить 1 % від усіх випадків діабету. Понад 85 % людей, що є носіями мутації в мітохондріальній ДНК у позиції 3243, мають симптоми діабету. Середній вік діагностування MIDD становить 37 років, хоча він може варіюватися від 11 до 68 років. Серед цих людей з діабетом, що мають мутацію мітохондріальної ДНК у позиції 3243, 75 % страждають на сенсоневральну втрату слуху. У цих випадках втрата слуху зазвичай з'являється раніше, ніж діабет, і характеризується зниженням сприйняття високих тонів. Пов'язана з діабетом втрата слуху, як правило, є більш поширеною і швидше прогресує у чоловіків, ніж у жінок.

### Вплив мутації на тРНК-лейцин(UUR)
Мітохондрії мають свій власний кільцевий геном, що містить 37 генів, з яких 22 кодують тРНК. Ці тРНК відіграють важливу роль у синтезі білка, транспортуючи амінокислоти до рибосоми. Мітохондріальний діабет спричинений заміною A на G у мітохондріальній ДНК у позиції 3243, яка кодує тРНК-лейцин(UUR). Ця мутація зазвичай має гетероплазматичну форму. Мутація в цьому гені (A3243G) призводить до дестабілізації нативної конформації, а також димеризації тРНК-лейцин(UUR). Уридин у першій позиції антикодону тРНК-лейцин(UUR) зазвичай модифікується після транскрипції для забезпечення правильного розпізнавання кодонів. Така модифікація відома як тауринова модифікація і її кількість зменшується внаслідок неправильної структури тРНК-лейцин(UUR). Неправильна структура тРНК-лейцин(UUR) також призводить до зниження аміноацилювання. Було також показано, що мутація призводить до зниження функції тРНК і, як наслідок, синтезу білка.

### Особливості діабету
Мутація A3243G у мітохондріальній ДНК може бути присутня в будь-якій тканині, однак частіше вона зустрічається в тканинах з меншою швидкістю реплікації, наприклад у м'язах. Присутність цієї мутації може призвести до зниження споживання кисню внаслідок послаблення функції дихального ланцюга та зниження окислювального фосфорилювання. У деяких людей припускається, що це зниження функції дихального ланцюга спричинене незбалансованою кількістю білків, які кодуються мітохондріальною ДНК, через наявність мутації A3243G. Однак в інших людей генерується та ж сама кількість мітохондріальних білків, але їхня стабільність порушується через неправильне включення амінокислот у UUR-кодони мітохондріальних мРНК. Це є результатом мутованої тРНК-лейцин(UUR) зі зниженою функцією в синтезі білка. Зниження функції дихального ланцюга внаслідок мутації мітохондріальної ДНК може призвести до зниження виробництва АТФ. Це зниження АТФ може мати згубний вплив і на інші процеси в організмі. Одним з таких процесів є секреція інсуліну панкреатичними бета-клітинами. У панкреатичних бета-клітинах точні рівні АТФ/АДФ регулюють відкриття та закриття KATP-каналу, який контролює секрецію інсуліну. Коли мутації в мітохондріях порушують співвідношення АТФ/АДФ, цей канал не може функціонувати належним чином, що може призвести до інсулінодефіциту. Оскільки вік початку захворювання припадає на пізніший період життя, припускається, що вік відіграє роль у повільному погіршенні функції β-клітин, разом зі зниженням співвідношення АТФ/АДФ.

### Особливості глухоти
Втрата слуху, спричинена мутацією в мітохондріальній ДНК у позиції 3243, спостерігається у формі прогресуючої дисфункції равлика. Хоча механізм, за допомогою якого мутація в тРНК-лейцин(UUR) спричиняє цю дисфункцію равлика, все ще досліджується, існує гіпотеза, що він включає іонні помпи, необхідні для звукопередачі. Оскільки мутація в тРНК-лейцин(UUR) призводить до незбалансованої кількості або нестабільних ферментів дихального ланцюга, дихання та окислювальне фосфорилювання зменшуються, що призводить до зниження рівня АТФ. Природно, найбільш метаболічно активні органи в організмі людини будуть більше уражені цим дефіцитом АТФ. До таких метаболічно активних органів належить зокрема судинна смужка равлика. Судинна смужка та волоскові клітини, необхідні для звукопередачі, використовують іонні помпи для регулювання концентрації іонів, включаючи K+, Na+ та Ca2+, за допомогою АТФ. Без достатнього рівня АТФ ці градієнти концентрації не підтримуються, що може призвести до загибелі клітин як у судинній смужці, так і у волоскових клітинах, спричиняючи втрату слуху.

### Порушення функції нирок
Порушення функції нирок є поширеним явищем при мітохондріальному діабеті — або як ускладнення діабету, або як окреме захворювання нирок, включаючи вогнищевий сегментарний гломерулосклероз. У деяких випадках пов'язане з мітохондріальним діабетом порушення функції нирок може прогресувати до кінцевої стадії хвороби нирок. Існує зв'язок між гетероплазмією периферичних лейкоцитів і віком початку нирковозамісної терапії.

## Діагностика
Діагностика мітохондріального діабету включає фізикальний огляд, аналізи крові, збір сімейного анамнезу, біопсію та ДНК-тестування. Мутації в мітохондріальних генах MT-TE, MT-TL1 та MT-TK асоційовані з мітохондріальним діабетом, а найбільш поширеною є мутація 3243A>G у гені мітохондріальної тРНК-лейцин 1 (MT-TL1).

## Лікування
Лікування мітохондріального діабету зазвичай починають з корекції раціону та пероральних цукрознижувальних препаратів. Однак це не дає довготривалого ефекту, і зазвичай протягом двох років після встановлення діагнозу необхідно починати інсулінотерапію.